# Muqaddimah

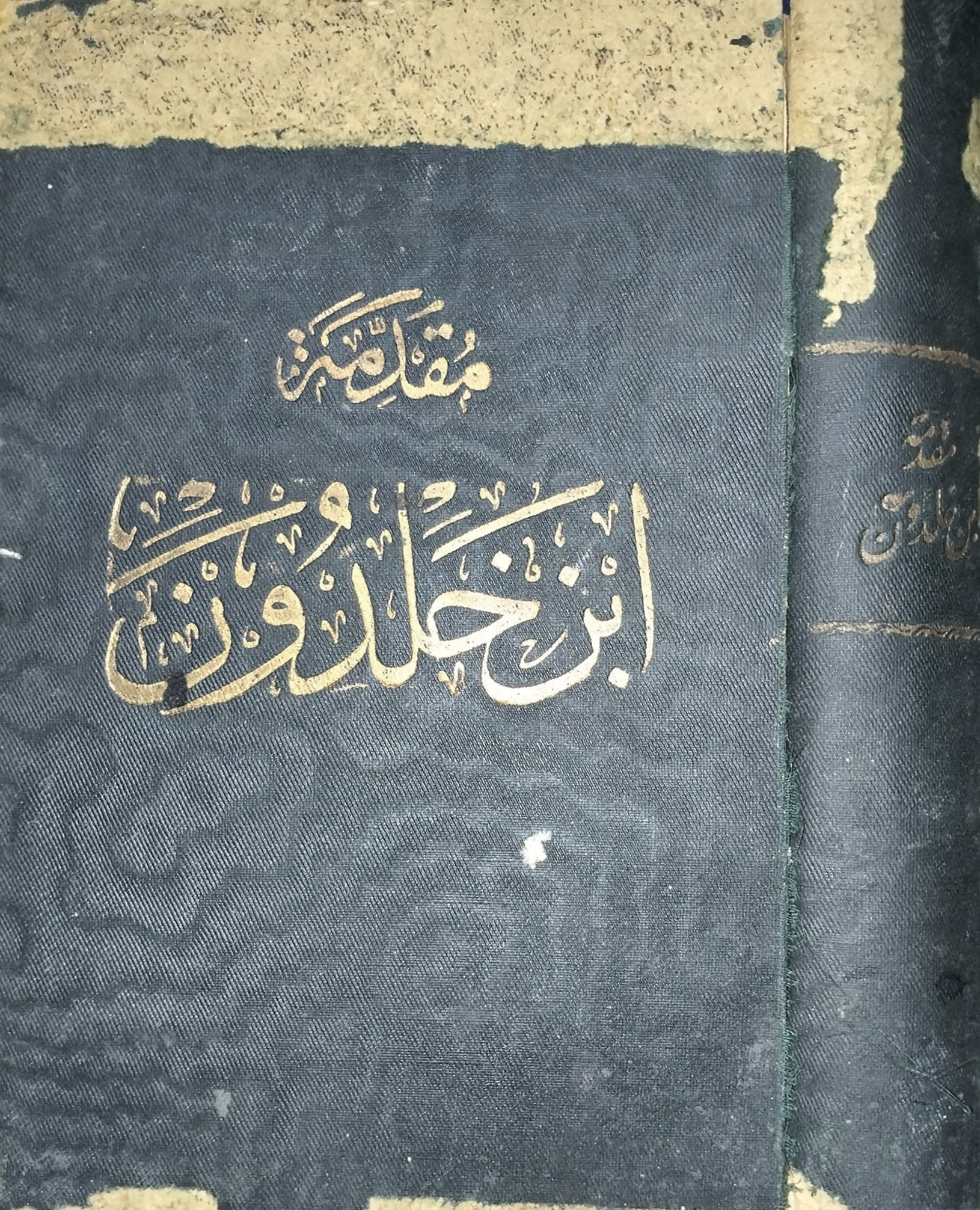
O Muqaddimah de ibne Caldune

Muqaddimah (árabe: مقدّمة ابن خلدون, berbere: Tazwarit n Ibn Xeldun, que significa "Introdução à história universal"), também conhecido como o Muqaddimah de ibne Caldune ou Prolegomena (grego: Προλεγόμενα), é um livro escrito pelo historiador norte-africano ibne Caldune em 1377, registando a visão de Caldune sobre a história universal. 
Alguns pensadores modernos consideram-na como sendo a primeira obra a tratar da filosofia da história, das ciências sociais, de Sociologia , demografia, historiografia, história cultural e economia. Também trata sobre teologia islâmica, teoria política e das ciências naturais da biologia, química e da ecologia.  Também foi descrito como um precursor ou um representante inicial do darwinismo social e do darwinismo. 
Ibne Caldune escreveu a obra em 1377 como o prefácio ou primeiro livro de sua planeada história do mundo, kitab al-ibar (lit. Livro de conselhos), mas já durante a sua vida foi considerado como um trabalho independente. A obra também foi um das pioneiras na condenação da corrupção praticada pela iniciativa privada.

## Etimologia
Muqaddimah (مقدمة) é uma palavra árabe usada para significar "Prólogo" ou "A Introdução", para introduzir uma obra maior. 

## Sociologia

### Asabiyyah
Ver artigo principal: Asabiyyah
O conceito de "asabiyyah" (árabe : "tribalismo, clã, comunitarismo", ou em um contexto moderno, "nacionalismo",  solidariedade social ou coesão social) é um dos aspectos mais conhecidos do Muqaddimah . À medida que esta "asabiyyah" declina, outro "asabiyyah" mais forte pode tomar seu lugar; assim, as civilizações surgem e caem, e a história descreve esses ciclos de "asabiyyah" conforme eles se desenrolam. 
Caldune argumenta que cada dinastia tem dentro de si as sementes de sua própria queda. Ele explica que as casas governantes tendem a surgir nas periferias dos grandes impérios e usam a unidade apresentada por essas áreas a seu favor para provocar uma mudança de liderança. À medida que os novos governantes se estabelecem no centro de seu império, tornam-se cada vez mais negligentes e mais preocupados em manter seus estilos de vida. Assim, uma nova dinastia pode surgir na periferia de seu controle e efetuar uma mudança de liderança, iniciando o ciclo novamente. 

## Economia
Caldune escreveu sobre teoria econômica e política no Muqaddimah, relacionando seus pensamentos sobre asabiyyah (coesão social) à divisão do trabalho: quanto maior a coesão social, quanto mais complexa a divisão pode ser, maior o crescimento econômico:
Quando a civilização [população] aumenta, a mão de obra disponível aumenta novamente. Por sua vez, o luxo aumenta novamente em correspondência com o aumento do lucro, e os costumes e necessidades do luxo aumentam. O artesanato é criado para obter produtos de luxo. O valor obtido com eles aumenta e, como resultado, os lucros são novamente multiplicados na cidade. A produção lá está prosperando ainda mais do que antes. E assim vai com o segundo e terceiro aumento. Todo o trabalho adicional serve ao luxo e à riqueza, em contraste com o trabalho original que serviu à necessidade da vida. 
Caldune observou que o crescimento e o desenvolvimento estimulam positivamente tanto a oferta quanto a demanda, e que as forças da oferta e da demanda são o que determinam os preços dos bens. Ele também observou as forças macroeconômicas do crescimento populacional, o desenvolvimento do capital humano e os efeitos do desenvolvimento tecnológico no desenvolvimento. Caldune sustentou que o crescimento populacional era uma função da riqueza. 
Ele entendia que o dinheiro servia como um padrão de valor, um meio de troca e um preservador de valor, embora não percebesse que o valor do ouro e da prata mudava com base nas forças da oferta e da demanda.  
Ele também introduziu a teoria do valor-trabalho. Ele descreveu o trabalho como a fonte de valor, necessária para todos os ganhos e acumulação de capital, óbvio no caso do artesanato. Ele argumentou que mesmo que ganhar "resulta de algo diferente de um ofício, o valor do lucro resultante e adquirido (capital) deve (também) incluir o valor do trabalho pelo qual foi obtido. Sem trabalho, (o bem) não teria sido adquirido." 

Caldune descreve uma teoria dos preços através de sua compreensão de que os preços resultam da lei da oferta e da demanda. Ele entendeu que quando um bem é escasso e tem demanda, seu preço é alto e quando o bem é abundante, seu preço é baixo. 
Os habitantes de uma cidade têm mais comida do que precisam. Consequentemente, o preço dos alimentos é baixo, como regra, exceto quando ocorrem infortúnios devido a condições celestes que podem afetar o fornecimento de alimentos. 
Sua teoria de asabiyyah (coesão social) tem sido frequentemente comparada à economia keynesiana moderna, com a teoria de Caldune contendo claramente o conceito de multiplicador. Uma diferença crucial, no entanto, é que enquanto para John Maynard Keynes é a maior propensão da classe média a poupar que é a culpada pela depressão econômica, para Caldune é a propensão governamental a poupar recursos nos momentos em que as oportunidades de investimento não preenchem o vazio que leva à demanda agregada. 

Outra teoria econômica moderna antecipada por Caldune é a economia do lado da oferta.  Ele "argumentou que os altos impostos eram muitas vezes um fator para causar o colapso dos impérios, com o resultado de que as receitas mais baixas eram coletadas a partir de altas taxas". Ele escreveu:  
Deve-se saber que no início da dinastia, a tributação rende uma grande receita de pequenas contribuições. No final da dinastia, a tributação gera uma pequena receita de grandes contribuições. 

### Curva de Laffer
Caldune introduziu o conceito hoje popularmente conhecido como curva de Laffer, o qual afirmar que aumentar as alíquotas de impostos inicialmente aumentam as receitas tributárias, mas, eventualmente os aumentos nas alíquotas causam uma diminuição nas receitas tributárias. Isso ocorre porque uma taxa de imposto muito alta desencoraja os produtores na economia. 

Ibne Caldune usou uma abordagem dialética para descrever as implicações sociológicas da escolha tributária (que agora faz parte da teoria econômica):
Nos estágios iniciais do estado, os impostos são leves em sua incidência, mas rendem uma grande receita... À medida que o tempo passa e os reis se sucedem, eles perdem seus hábitos tribais em favor de outros mais civilizados. Suas necessidades e exigências crescem... devido ao luxo em que foram criados. Daí eles impõem novos impostos sobre seus súditos... e aumentam drasticamente a taxa de impostos antigos para aumentar seu rendimento... Mas os efeitos sobre os negócios desse aumento de impostos se fazem sentir. Pois os homens de negócios são logo desencorajados pela comparação de seus lucros com a carga de seus impostos... Conseqüentemente, a produção cai e, com ela, o rendimento dos impostos. 
Essa análise é muito semelhante ao conceito econômico moderno conhecido como curva de Laffer. Laffer não afirma ter inventado o próprio conceito, lembrando que a ideia estava presente na obra de Caldune e, mais recentemente, de John Maynard Keynes. 

## Historiografia
O Muqaddimah também é considerado um trabalho fundamental para as escolas de historiografia, história cultural e filosofia da história.  O Muqaddimah também lançou as bases para a observação do papel do Estado, comunicação , propaganda e preconceito sistemático na história.  

Franz Rosenthal escreveu na História da Historiografia Muçulmana: 
A historiografia muçulmana sempre esteve unida pelos laços mais estreitos com o desenvolvimento geral da erudição no Islã, e a posição do conhecimento histórico na educação muçulmana exerceu uma influência decisiva sobre o nível intelectual da escrita histórica. avanço definitivo além da escrita histórica anterior na compreensão sociológica da história e na sistematização da historiografia. O desenvolvimento da escrita histórica moderna parece ter ganhado consideravelmente em velocidade e substância através da utilização de uma literatura muçulmana que permitiu aos historiadores ocidentais, a partir do século XVII, ver uma grande parte do mundo com olhos estrangeiros. A historiografia muçulmana ajudou indireta e modestamente a moldar o pensamento histórico atual. 

### Método histórico
O Muqaddimah afirma que a história é uma ciência filosófica, e os historiadores devem tentar refutar os mitos. Caldune abordou o passado como estranho e necessitando de interpretação. A originalidade de Ibne Caldune foi afirmar que a diferença cultural de outra época deve reger a avaliação do material histórico relevante, distinguir os princípios segundo os quais pode ser possível tentar a avaliação e, por último, sentir a necessidade de experiência, além de princípios racionais, para avaliar uma cultura do passado. Caldune frequentemente criticava " superstição ociosa e aceitação acrítica de dados históricos". Como resultado, ele introduziu um método científico ao estudo da história, que era considerado algo "novo para sua época", e muitas vezes se referia a ela como sua "nova ciência", agora associada à historiografia. 

### Filosofia da história
Caldune é considerado um pioneiro da filosofia da história.  Dawood escreve sobre o Muqaddimah :
Pode ser considerado como a primeira tentativa feita por qualquer historiador de descobrir um padrão nas mudanças que ocorrem na organização política e social do homem. Racional em sua abordagem, analítico em seu método, enciclopédico em detalhes, representa um afastamento quase completo da historiografia tradicional, descartando conceitos e clichês convencionais e buscando, além da mera crônica de eventos, uma explicação – e, portanto, uma filosofia da história. 

### Viés sistêmico
O Muqaddimah enfatizou o papel do viés sistêmico quem podem afetar o "padrão de evidência" (rigor de análise). Caldune estava bastante preocupado com o efeito de elevar o padrão de evidência (rigor de análise) quando confrontado com alegações desconfortáveis, e relaxá-lo quando dadas alegações que pareciam razoáveis ou confortáveis. Ele era um jurista e às vezes participava com relutância de decisões que julgava coagidas, com base em argumentos que não respeitava. Além de al-Maqrizi (1364-1442),  a tentativa focada de Caldune de estudar e explicar sistematicamente os preconceitos na criação da história não seria vista novamente até Georg Hegel, Karl Marx e Friedrich Nietzsche na Alemanha do século 19, e Arnold J. Toynbee, um historiador britânico do século 20. 

Caldune também examina por que, ao longo da história, tem sido comum os historiadores sensacionalizarem eventos históricos e, em particular, exagerarem os números numéricos:
Sempre que os contemporâneos falam sobre os exércitos dinásticos de seus próprios tempos ou de tempos recentes, e sempre que se envolvem em discussões sobre soldados muçulmanos ou cristãos, ou quando chegam a calcular as receitas fiscais e o dinheiro gasto pelo governo, os gastos de gastadores extravagantes e os bens que os homens ricos e prósperos têm em estoque, eles geralmente exageram, ultrapassam os limites do comum e sucumbem à tentação do sensacionalismo. Quando os oficiais encarregados são questionados sobre seus exércitos, quando os bens e bens de pessoas ricas são avaliados, e quando os gastos de gastadores extravagantes são vistos sob a luz comum, os números chegam a um décimo do que essas pessoas disse. A razão é simples. É o desejo comum de sensacionalismo. 

## Teologia islâmica
O Muqaddimah contém discussões sobre teologia islâmica que mostram que Caldune era um seguidor da escola ortodoxa Ash'ari de pensamento islâmico sunita e um defensor das visões religiosas de al-Ghazali . Ele também foi um crítico do neoplatonismo , particularmente sua noção de uma hierarquia do ser. 
O Muqaddimah cobre o desenvolvimento histórico de Calâm e as diferentes escolas de pensamento islâmico, notadamente as escolas Mu'tazili e Ash'ari. Caldune, sendo um seguidor da escola Ash'ari, critica as opiniões da escola Mu'tazili, e baseia suas críticas nas opiniões de Abu al-Hasan al-Ash'ari , a quem ele descreve como "o mediador entre diferentes abordagens que as aproxima no Calâm". Caldune também discute o desenvolvimento histórico da lógica islâmica no contexto da teologia, pois ele via a lógica como distinta da filosofia islâmica primitiva, e acreditava que a filosofia deveria permanecer separada da teologia. O livro também contém comentários sobre versículos do Alcorão. 

### Sharia e fiqh
Caldune foi um jurista islâmico e discutiu os tópicos da Xaria (lei islâmica) e fiqh (jurisprudência islâmica) em seu Muqaddimah. Caldune escreveu que “Jurisprudência é o conhecimento da classificação das leis de Deus ”.  No que diz respeito à jurisprudência, ele reconheceu a inevitabilidade da mudança em todos os aspectos de uma comunidade e escreveu:
As condições, costumes e crenças dos povos e nações não seguem indefinidamente o mesmo padrão e seguem um curso constante. Há sim, mudança com dias e épocas, bem como a passagem de um estado para outro... tal é a lei de Deus que tem ocorrido com relação a Seus súditos. 
Caldune descreveu ainda a jurisprudência Fiqh como "conhecimento das regras de Deus que dizem respeito às ações de pessoas que se obrigam a obedecer à lei respeitando o que é exigido (wajib), proibido (haraam), recomendado (mandūb), reprovado (makruh) ou meramente permitido (mubah)". 

## Ciências naturais

### Biologia
Alguns estudiosos sugerem que certas ideias de Ibn Khaldun antecipam a teoria biológica da evolução. No Capítulo 1 do Muqaddimah, Ibn Khaldun afirma que os seres humanos se desenvolveram a partir do "mundo dos macacos", por meio de um processo no qual "as espécies se tornam mais numerosas".
Deve-se, então, observar o mundo da criação. Ele começou com os minerais e progrediu, de maneira engenhosa e gradual, até as plantas e os animais. O estágio final dos minerais está conectado ao estágio inicial das plantas, como as ervas e plantas sem sementes. O último estágio das plantas, como as palmeiras e as videiras, está ligado ao primeiro estágio dos animais, como os caracóis e os moluscos, que possuem apenas o sentido do tato. A palavra "conexão", nesse contexto, significa que o estágio final de cada grupo está naturalmente preparado para se transformar no estágio inicial do grupo seguinte. O mundo animal então se expande, suas espécies se tornam mais numerosas e, num processo gradual de criação, ele culmina no ser humano, que é capaz de pensar e refletir. O estágio superior da humanidade surge a partir do mundo dos macacos, seres dotados de sagacidade e percepção, mas que ainda não alcançaram a capacidade plena de reflexão e pensamento. É aqui que encontramos o primeiro estágio do ser humano. É até esse ponto que nossa observação física alcança.
Ibn Khaldun acreditava que os seres humanos eram a forma mais evoluída dos animais, uma vez que possuíam a capacidade de raciocinar. No Capítulo 6 da Muqaddimah, ele também afirma:
Explicamos ali que toda a existência, em seus mundos simples e compostos, está organizada em uma ordem natural de ascensão e descenso, de modo que tudo constitui um contínuo ininterrupto. As essências no final de cada estágio dos mundos estão naturalmente preparadas para se transformar na essência mais próxima, seja acima ou abaixo. Isso vale para os elementos materiais simples; para as palmeiras e videiras o estágio final das plantas, em relação aos caracóis e moluscos o estágio mais inferior dos animais; e também para os macacos, criaturas que combinam inteligência e percepção, em relação ao ser humano, que possui a capacidade de pensar e refletir. Essa prontidão para a transformação entre os estágios é o que chamamos de "conexão".
Ele ainda observava que as plantas não possuem a sutileza nem as capacidades que os animais têm. Por isso, os sábios raramente se voltaram ao estudo das plantas. Para Ibn Khaldun, os animais representam o estágio final e mais elevado das três transformações naturais: "os minerais se transformam em plantas, e as plantas em animais — mas os animais não podem se transformar em algo mais refinado do que eles próprios".
Essas ideias evolutivas de Ibn Khaldun são semelhantes às encontradas na Enciclopédia dos irmãos da pureza. Além disso, ele também era defensor do determinismo ambiental. Acreditava que a cor da pele, os costumes e práticas dos povos da África subsaariana eram determinados pelo clima quente da região — uma teoria que, segundo Rosenthal, pode ter sido influenciada pelas ideias geográficas gregas presentes no Tetrabiblos de Ptolomeu. Ibn Khaldun considerava a teoria camita — segundo o qual os filhos de Cam tornaram-se negros por causa de uma maldição divina — uma ficção.
Shoaib Ahmed Malik argumenta que a teoria de Ibn Khaldun, embora notável por admitir a relação entre macacos e humanos, deve ser compreendida dentro do conceito tardo-antigo e medieval da "grande cadeia do ser". Essa teoria postula uma hierarquia encadeada entre todas as entidades da criação, mas não constitui, propriamente, uma teoria da evolução. Na cadeia do ser, há uma gradação de semelhanças entre os diversos níveis — desde os minerais até as plantas, animais, seres humanos, anjos e Deus —, mas não um processo temporal no qual uma espécie origina outra. Segundo certas interpretações místicas, almas individuais poderiam ascender nessa "escada" para se reunirem ao divino, mas as espécies (ou "formas substanciais", na linguagem da ontologia aristotélica e neoplatônica) são eternas e fixas.
Malik observa que trechos como o citado acima da Muqaddimah são muitas vezes apresentados fora de seu contexto adequado. O trecho pertence à seção intitulada "O verdadeiro significado da profecia", na qual Ibn Khaldun argumenta que os profetas ocupam um lugar na cadeia do ser logo abaixo dos anjos. Em sua visão, isso explicaria por que profetas podem ascender temporariamente ao nível dos anjos e compartilhar com eles o conhecimento do divino — conhecimento que depois transmitem à humanidade sob a forma de revelação. Para Malik, interpretações que enxergam aí uma forma primitiva de teoria científica da evolução precisariam também explicar como anjos, profetas e a ascensão espiritual se encaixariam nessa teoria.

### Alquimia
Ibn Khaldun foi um crítico da prática da alquimia. A Muqaddimah discute a história da alquimia, as ideias de alquimistas como Jabir ibn Hayyan e as teorias sobre a transmutação dos metais e o elixir da vida. Um dos capítulos da obra contém uma refutação sistemática da alquimia sob os pontos de vista social, científico, filosófico e religioso.
Ele começa sua crítica pelo aspecto social, afirmando que muitos alquimistas não conseguem ganhar a vida com sua prática e acabam "perdendo a credibilidade devido à inutilidade de suas tentativas". Em outras palavras, ele argumenta que a alquimia não funciona, e por isso, quem insiste nela acaba sem meios de sustento e com a reputação abalada. Argumenta ainda que, se a transmutação fosse possível, o crescimento desproporcional da quantidade de ouro e prata "tornaria as transações econômicas inúteis e contrariaria a sabedoria divina". Ele também aponta que alguns alquimistas recorrem à fraude, seja aplicando abertamente uma camada fina de ouro sobre joias de prata, seja usando secretamente processos artificiais para cobrir cobre branqueado com mercúrio sublimado.
Segundo Ibn Khaldun, a maioria dos alquimistas é honesta e acredita realmente na possibilidade da transmutação dos metais. No entanto, ele considera essa teoria implausível, pois nenhuma tentativa foi bem-sucedida até então. Ele conclui reafirmando sua posição de que a alquimia só seria possível por meio de influências psíquicas (bi-taʾthīrāt al-nufūs), ou seja, por forças fora do alcance da razão comum. Para Ibn Khaldun, os fenômenos extraordinários estariam mais próximos dos milagres ou da bruxaria — eventos que escapam ao controle humano e, portanto, não podem ser reivindicados por ninguém.